# ネイサン・イオバルディ
- ネイサン・イバルディ
- ネーサン・エオバルディ

ネイサン・エドワード・イオバルディ（Nathan Edward Eovaldi, \ee-VAHL-dee\, 英語発音: /ˈneɪθən iˈvɑldi/; 1990年2月13日 - ）は、アメリカ合衆国テキサス州ヒューストン出身のプロ野球選手（投手）。右投右打。MLBのテキサス・レンジャーズ所属。

## 経歴

### プロ入りとドジャース時代

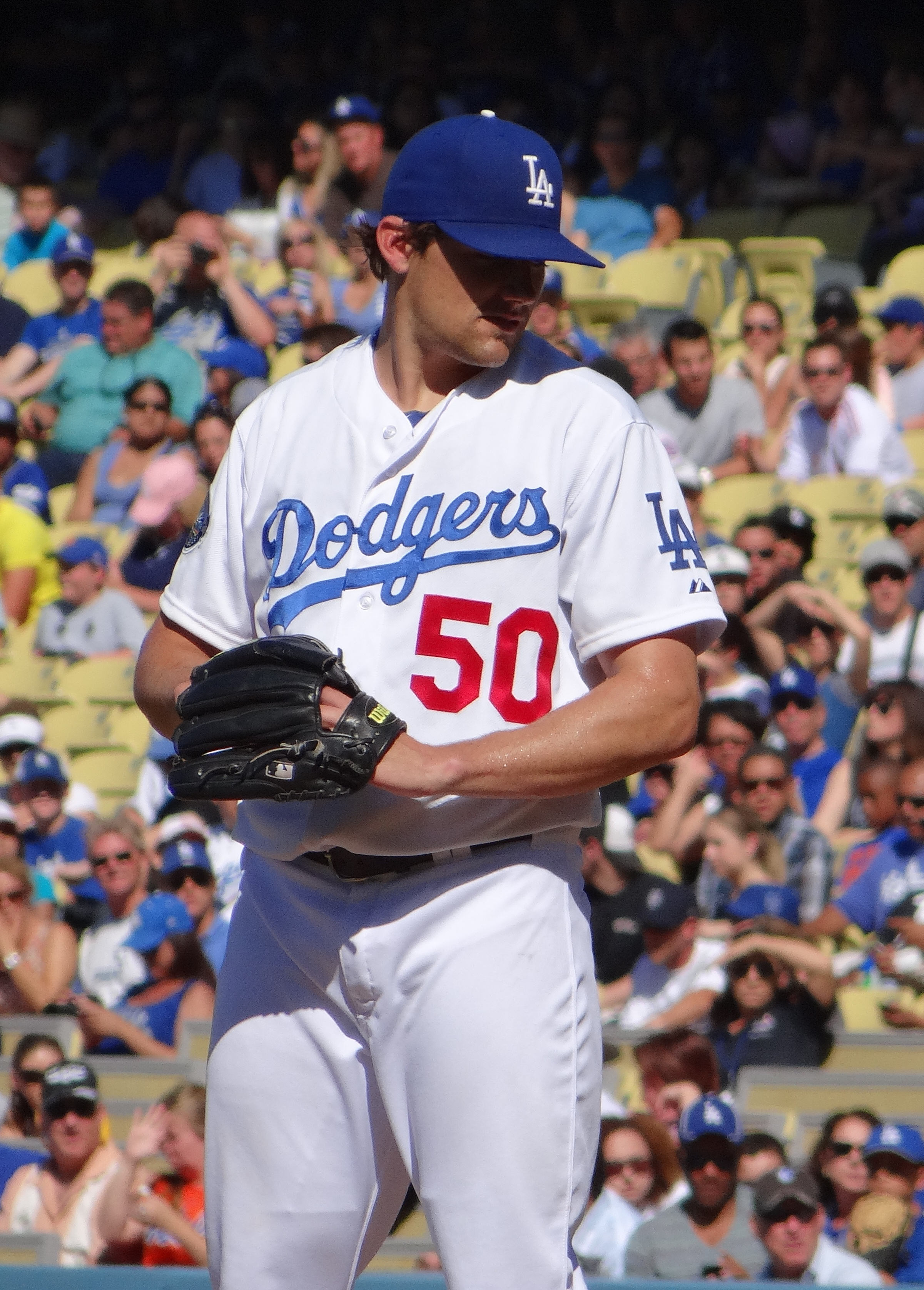
ロサンゼルス・ドジャース時代
（2012年6月30日）

2008年のMLBドラフト11巡目（全体337位）でロサンゼルス・ドジャースから指名される。高校3年時にトミー・ジョン手術を受け、テキサスA&M大学に進学予定だったため指名順位が落ちたが、8月6日に契約金25万ドルで契約した。契約後は傘下のルーキー級ガルフ・コーストリーグ・ドジャースでプロデビュー。6試合にリリーフとして登板して0勝1敗1セーブ、防御率1.12、9奪三振の成績を残した。9月からはパイオニアリーグのルーキー級オグデン・ラプターズでプレーし、1試合に登板した。
2009年はA級グレートレイクス・ルーンズで、この年のシーズン途中から先発に転向。26試合（先発16試合）に登板して3勝5敗1セーブ、防御率3.27、71奪三振の成績を残した。
2010年はA+級インランド・エンパイア・シックスティシクサーズで開幕を迎えると、同球団では16試合（先発14試合）に登板して3勝5敗、防御率4.45、58奪三振の成績を残した。7月に戦線離脱すると、8月下旬からはルーキー級アリゾナリーグ・ドジャースでプレー。9月にルーキー級オグデンで1試合に登板した。
2011年、マイナーではAA級チャタヌーガ・ルックアウツでプレーし、20試合（先発19試合）に登板して6勝5敗、防御率2.62、99奪三振の成績を残した。8月6日にドジャースとメジャー契約を結んでアクティブ・ロースター入りした。同日のアリゾナ・ダイヤモンドバックス戦で先発起用され、メジャーデビュー。5回を4安打、2失点、7奪三振に抑え、メジャー初勝利を挙げた。その後は先発ローテーションに定着したが、なかなか勝ち星に恵まれず、9月からはリリーフに配置転換された。この年メジャーでは10試合（先発6試合）に登板して1勝2敗、防御率3.63、23奪三振の成績を残した。
2012年4月4日にAA級チャタヌーガへ配属され、開幕を迎えた。4月27日にメジャーへ昇格したが、登板のないまま4月29日にAA級チャタヌーガへ降格した。その後、5月29日に再昇格した。昇格後は先発ローテーションに加わったが、シーズン初勝利は8試合目の7月5日のダイヤモンドバックス戦となった。ドジャースでは10試合に先発登板して1勝6敗、防御率4.15、34奪三振の成績を残した。

### マーリンズ時代

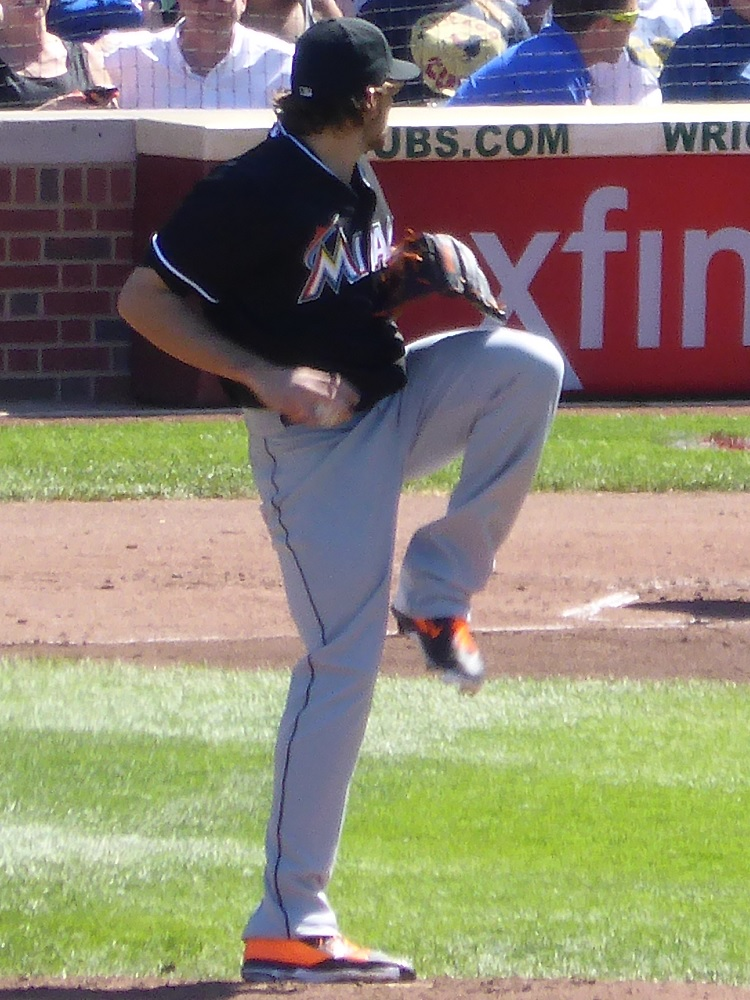
マイアミ・マーリンズ時代
（2014年6月6日）

2012年7月25日にハンリー・ラミレス、ランディ・チョートとのトレードで、スコット・マクガフと共にマイアミ・マーリンズへ移籍した。移籍後は12試合に先発登板して3勝7敗、防御率4.43、44奪三振の成績を残した。
2013年2月20日にマーリンズと1年契約に合意。3月31日に右肩の故障で15日間の故障者リスト入りした。4月18日に60日間の故障者リストへ異動し、6月18日に復帰。復帰後は18試合に先発登板して4勝6敗、防御率3.39、78奪三振の成績を残した。
2014年はシーズンを通してローテーションを守り、リーグ4位の33試合に先発登板。6勝を記録したが、チーム最多の14敗、リーグ最多の被安打223本を記録。防御率は4.37だった。

### ヤンキース時代

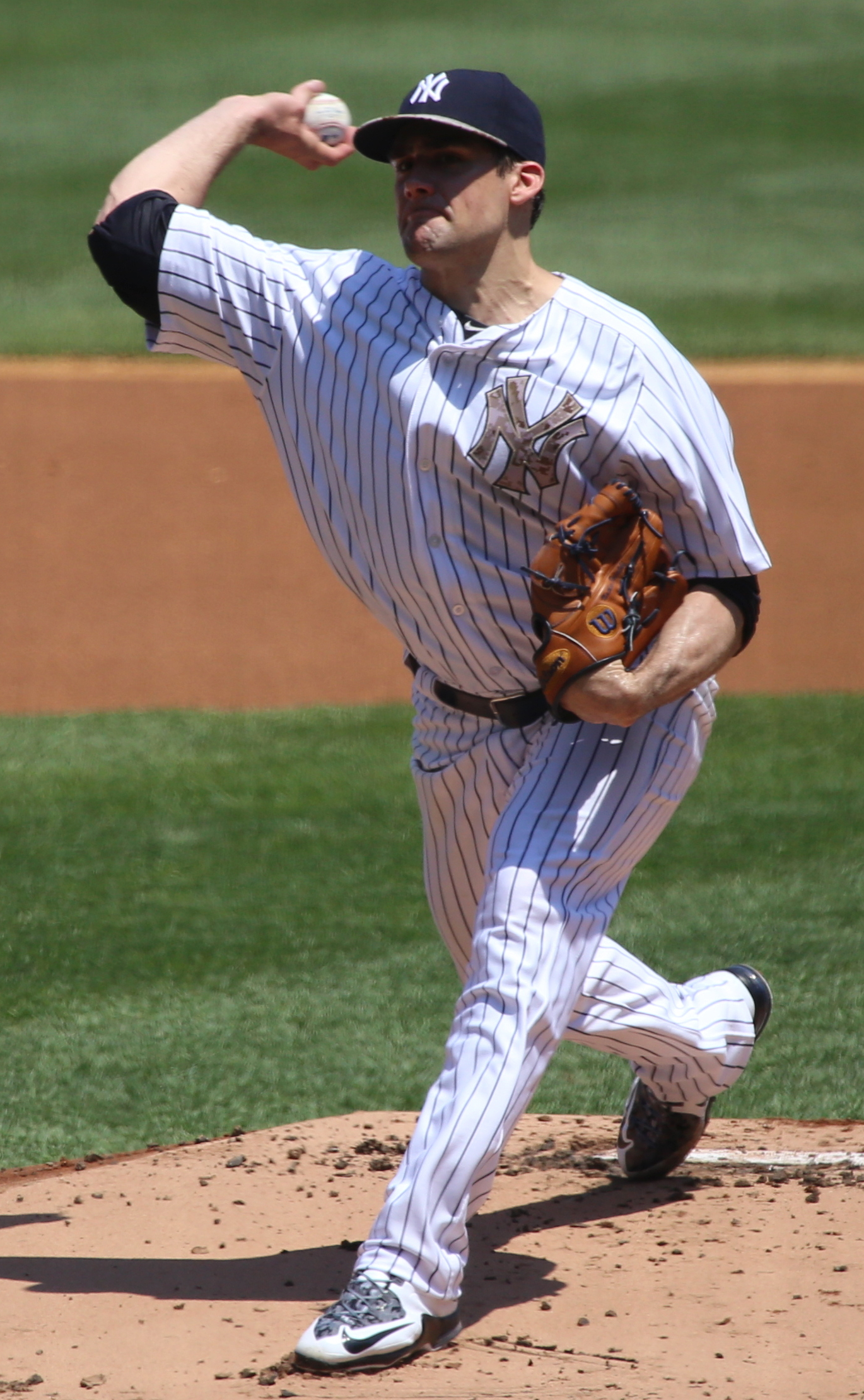
ニューヨーク・ヤンキース時代
（2015年5月25日）

2014年12月19日にデビッド・フェルプス、マーティン・プラドとのトレードで、ドミンゴ・ヘルマン、ギャレット・ジョーンズと共にニューヨーク・ヤンキースへ移籍した。
2015年はヤンキースの先発ローテーションに入り、9月上旬までに14勝を記録してチームの勝ち頭となっていたが、右肘に炎症を起こして9月7日に戦線離脱、そのままシャットダウンした。この年は防御率が前年よりわずかに改善したが、被打率、被安打率は悪化し、投球内容は前年を下回った。それでもリーグ1位の勝率.824を記録し、チームのプレーオフ進出に貢献した。
2016年も先発ローテーションの一角として、8月上旬までに24試合に登板し、9勝8敗を記録していた。ただし、前年比で約-30.0イニングながら、同比+13本の本塁打を浴びており、投球内容自体は芳しくなかった。しかし、結果的に同年最終登板となる8月10日の対ボストン・レッドソックス戦で肘に違和感を発症し、検査の結果、自身2度目となるトミー・ジョン手術を受けて2017年シーズン全休となる見込みと判明した。8月19日、手術は成功した。11月18日にDFAとなり、23日にフリーエージェント（FA）となった。

### レイズ時代
2017年2月14日、タンパベイ・レイズと1年総額200万ドルで契約を結んだ。3月10日、3月8日付で60日間の故障者リストに入った。この年は当初の予定通り、前述の手術のリハビリで全休した。
2018年は開幕から故障者リストに入っていたが、5月30日にアクティブ・ロースターへ登録されることが前日に発表された。その復帰戦となったオークランド・アスレチックス戦では6回を無安打無失点に抑えて勝利投手となった。そこから移籍するまでの間に10試合に先発登板し、防御率4.26、3勝4敗、WHIP0.98という成績を記録した。

### レッドソックス時代
2018年7月25日にジャレン・ビークスとのトレードで、レッドソックスへ移籍した。移籍後は12試合（先発11試合）に登板し、防御率3.33、3勝3敗、WHIP1.28を記録。レギュラーシーズントータルでは、22試合（先発21試合）の登板で防御率3.81、6勝7敗、WHIP1.13という成績だった。ポストシーズンでは、先発で2試合、リリーフで4試合に登板し、防御率1.61と活躍した。オフの10月29日にFAとなったが、4年総額6800万ドルで再契約した。
2018年は自身初めてワールドシリーズ優勝を経験した。
2020年は自身初めて開幕投手を務めた。
2021年は2年連続2度目となる開幕投手を務めた。7月4日に自身初となるオールスターゲームに選出された。7月13日に開催されたオールスターゲームでは4回裏に4番手としてオールスターゲーム初登板を果たした。
2022年オフの11月6日にFAとなった。レッドソックスからはクオリファイング・オファーを提示されたが、契約には至らなかった。

### レンジャーズ時代
2022年12月28日にテキサス・レンジャーズと2年総額3400万ドルで契約を結んだ。
2023年7月2日に選手間投票で通算2度目となるオールスターゲームに選出された。この年は右前腕の肉離れによる欠場もあって25試合に先発して144イニングの登板に留まったが、12勝5敗、防御率3.63、132奪三振を記録し、シーズンを棒に振ったジェイコブ・デグロムの穴を埋めた。ポストシーズにおいても先発投手として5勝するポストシーズン最多記録を達成し、球団史上初のワールドシリーズ制覇に貢献した。オフにはオールMLBチームにセカンドチームの先発投手として選出された。
2024年はレンジャーズ移籍後では初、通算では自身4度目となる開幕投手に選出された。この年は29試合に先発登板して170.2イニングを投げ、12勝8敗、防御率3.80、166奪三振を記録した。オフの11月4日に選手オプションを放棄してFAとなったが、12月12日に3年総額7500万ドルでレンジャーズと再契約を結んだ。
2025年は2年連続でレンジャーズ移籍後では2度目、通算では自身5度目となる開幕投手に選出された。

## 選手としての特徴
| 球種         | 割合 | 平均球速 | 平均球速 | 最高球速 | 最高球速 |
| 球種         | %    | mph      | km/h     | mph      | km/h     |
| フォーシーム | 42.3 | 96.8     | 155.8    | 100.7    | 162.1    |
| カーブ       | 18.8 | 78.5     | 126.3    | 81.7     | 131.5    |
| スライダー   | 13.7 | 85.8     | 138.1    | 90.4     | 145.5    |
| スプリッター | 12.7 | 87.9     | 141.5    | 92       | 148.1    |
| カッター     | 12.5 | 92.5     | 148.9    | 95.4     | 153.5    |

スリークォーターから最速162.1km/h、平均球速156km/hのフォーシーム、スライダー、スプリッターの3球種で全体の80%以上を占める。ほかにツーシーム、カッター、カーブ、チェンジアップなど、多彩な球種を持つ。スプリッターは、2015年から投げるようになり、そのおかげで5～6点台だった奪三振率が7点台を記録するようになった。メジャー昇格当初から持ち球としていたカッターは、2012年を最後に投げるのをやめていたが、2016年から再び投げるようになった。またメジャーデビュー当初は平均球速が150km/h程度だったが、年々球速がアップしている。

## 詳細情報

### 年度別投手成績
| 年 度     | 球 団     | 登 板 | 先 発 | 完 投 | 完 封 | 無 四 球 | 勝 利 | 敗 戦 | セ 丨 ブ | ホ 丨 ル ド | 勝 率 | 打 者 | 投 球 回 | 被 安 打 | 被 本 塁 打 | 与 四 球 | 敬 遠 | 与 死 球 | 奪 三 振 | 暴 投 | ボ 丨 ク | 失 点 | 自 責 点 | 防 御 率 | W H I P |
| --------- | --------- | ----- | ----- | ----- | ----- | -------- | ----- | ----- | -------- | ----------- | ----- | ----- | -------- | -------- | ----------- | -------- | ----- | -------- | -------- | ----- | -------- | ----- | -------- | -------- | ------- |
| 2011      | LAD       | 10    | 6     | 0     | 0     | 0        | 1     | 2     | 0        | 1           | .333  | 146   | 34.2     | 28       | 2           | 20       | 0     | 2        | 23       | 0     | 0        | 14    | 14       | 3.63     | 1.38    |
| 2012      | LAD       | 10    | 10    | 0     | 0     | 0        | 1     | 6     | 0        | 0           | .143  | 241   | 56.1     | 63       | 5           | 20       | 2     | 0        | 34       | 1     | 0        | 27    | 26       | 4.15     | 1.47    |
| 2012      | MIA       | 12    | 12    | 0     | 0     | 0        | 3     | 7     | 0        | 0           | .300  | 285   | 63.0     | 70       | 5           | 27       | 1     | 3        | 44       | 0     | 0        | 32    | 31       | 4.43     | 1.54    |
| '12計     | MIA       | 22    | 22    | 0     | 0     | 0        | 4     | 13    | 0        | 0           | .235  | 526   | 119.1    | 133      | 10          | 47       | 3     | 3        | 78       | 1     | 0        | 59    | 57       | 4.30     | 1.51    |
| 2013      | MIA       | 18    | 18    | 0     | 0     | 0        | 4     | 6     | 0        | 0           | .400  | 451   | 106.1    | 100      | 7           | 40       | 3     | 1        | 78       | 3     | 0        | 44    | 40       | 3.39     | 1.32    |
| 2014      | MIA       | 33    | 33    | 0     | 0     | 0        | 6     | 14    | 0        | 0           | .300  | 854   | 199.2    | 223      | 14          | 43       | 5     | 7        | 142      | 6     | 0        | 107   | 97       | 4.37     | 1.33    |
| 2015      | NYY       | 27    | 27    | 0     | 0     | 0        | 14    | 3     | 0        | 0           | .824  | 673   | 154.1    | 175      | 10          | 49       | 0     | 3        | 121      | 8     | 0        | 72    | 72       | 4.20     | 1.45    |
| 2016      | NYY       | 24    | 21    | 0     | 0     | 0        | 9     | 8     | 0        | 0           | .529  | 525   | 124.2    | 123      | 23          | 40       | 2     | 1        | 97       | 5     | 0        | 66    | 66       | 4.76     | 1.31    |
| 2018      | TB        | 10    | 10    | 0     | 0     | 0        | 3     | 4     | 0        | 0           | .429  | 224   | 57.0     | 48       | 11          | 8        | 1     | 1        | 53       | 1     | 0        | 27    | 27       | 4.26     | 0.98    |
| 2018      | BOS       | 12    | 11    | 0     | 0     | 0        | 3     | 3     | 0        | 0           | .500  | 231   | 54.0     | 57       | 3           | 12       | 0     | 2        | 48       | 3     | 0        | 28    | 20       | 3.33     | 1.28    |
| '18計     | BOS       | 22    | 21    | 0     | 0     | 0        | 6     | 7     | 0        | 0           | .462  | 455   | 111.0    | 105      | 14          | 20       | 1     | 3        | 101      | 4     | 0        | 55    | 47       | 3.81     | 1.13    |
| 2019      | BOS       | 23    | 12    | 0     | 0     | 0        | 2     | 1     | 0        | 4           | .667  | 302   | 67.2     | 72       | 16          | 35       | 0     | 3        | 70       | 6     | 0        | 46    | 45       | 5.99     | 1.58    |
| 2020      | BOS       | 9     | 9     | 0     | 0     | 0        | 4     | 2     | 0        | 0           | .667  | 199   | 48.1     | 51       | 8           | 7        | 0     | 4        | 52       | 2     | 0        | 20    | 20       | 3.72     | 1.20    |
| 2021      | BOS       | 32    | 32    | 0     | 0     | 0        | 11    | 9     | 0        | 0           | .550  | 764   | 182.1    | 182      | 15          | 35       | 2     | 7        | 195      | 6     | 0        | 81    | 76       | 3.75     | 1.19    |
| 2022      | BOS       | 20    | 20    | 2     | 1     | 0        | 6     | 3     | 0        | 0           | .667  | 460   | 109.1    | 115      | 21          | 20       | 0     | 1        | 103      | 2     | 0        | 55    | 47       | 3.87     | 1.23    |
| 2023      | TEX       | 25    | 25    | 2     | 1     | 1        | 12    | 5     | 0        | 0           | .706  | 577   | 144.0    | 117      | 15          | 47       | 0     | 6        | 132      | 2     | 0        | 59    | 58       | 3.63     | 1.14    |
| 2024      | TEX       | 29    | 29    | 0     | 0     | 0        | 12    | 8     | 0        | 0           | .600  | 696   | 170.2    | 147      | 23          | 42       | 0     | 7        | 166      | 3     | 0        | 74    | 72       | 3.80     | 1.11    |
| MLB：13年 | MLB：13年 | 294   | 275   | 4     | 2     | 1        | 91    | 81    | 0        | 5           | .529  | 6628  | 1572.1   | 1571     | 178         | 445      | 16    | 48       | 1358     | 48    | 0        | 752   | 711      | 4.07     | 1.28    |

- 2024年度シーズン終了時
- 各年度の太字はリーグ最高

### 年度別守備成績
| 年 度 | 球 団 | 投手（P） | 投手（P） | 投手（P） | 投手（P） | 投手（P） | 投手（P） |
| 年 度 | 球 団 | 試 合     | 刺 殺     | 補 殺     | 失 策     | 併 殺     | 守 備 率  |
| ----- | ----- | --------- | --------- | --------- | --------- | --------- | --------- |
| 2011  | LAD   | 10        | 1         | 7         | 0         | 0         | 1.000     |
| 2012  | LAD   | 10        | 3         | 6         | 0         | 1         | 1.000     |
| 2012  | MIA   | 12        | 4         | 10        | 0         | 0         | 1.000     |
| '12計 | MIA   | 22        | 7         | 16        | 0         | 1         | 1.000     |
| 2013  | MIA   | 18        | 8         | 20        | 2         | 1         | .933      |
| 2014  | MIA   | 33        | 21        | 31        | 1         | 2         | .981      |
| 2015  | NYY   | 27        | 10        | 20        | 0         | 2         | 1.000     |
| 2016  | NYY   | 24        | 6         | 14        | 1         | 0         | .952      |
| 2018  | TB    | 10        | 2         | 10        | 0         | 1         | 1.000     |
| 2018  | BOS   | 12        | 5         | 7         | 0         | 0         | 1.000     |
| '18計 | BOS   | 22        | 7         | 17        | 0         | 1         | 1.000     |
| 2019  | BOS   | 23        | 8         | 8         | 0         | 2         | 1.000     |
| 2020  | BOS   | 9         | 2         | 7         | 0         | 1         | 1.000     |
| 2021  | BOS   | 32        | 13        | 23        | 0         | 2         | 1.000     |
| 2022  | BOS   | 20        | 12        | 7         | 1         | 2         | .950      |
| 2023  | TEX   | 25        | 22        | 12        | 0         | 1         | 1.000     |
| 2024  | TEX   | 29        | 29        | 8         | 1         | 0         | .974      |
| MLB   | MLB   | 294       | 146       | 190       | 6         | 15        | .982      |

- 2024年度シーズン終了時
- 各年度の太字はリーグ最高

### 表彰
- ピッチャー・オブ・ザ・マンス：1回（2023年5月）
- オールMLBチーム
  - セカンドチーム（先発投手）：1回（2023年）

### 記録
- MLBオールスターゲーム選出：2回（2021年、2023年）

### 背番号
- 50（2011年 - 2012年途中）
- 24（2012年途中 - 2014年、2018年 - 同年7月23日）
- 30（2015年 - 2016年）
- 17（2018年7月29日 - ）